# Stethorus wollastoni
Stethorus wollastoni é uma espécie de insetos coleópteros polífagos pertencente à família Coccinellidae.
A autoridade científica da espécie é Kapur, tendo sido descrita no ano de 1949.
Trata-se de uma espécie presente no território português.